# Pawel Petrowitsch Sykow
Pawel Petrowitsch Sykow (russisch Павел Петрович Зыков; * 1821 in Moskau; † 9. Maijul. / 21. Mai 1887greg. ebenda) war ein russischer Architekt des Eklektizismus und Hochschullehrer.

## Leben
Sykow absolvierte die Moskauer Hofarchitekturschule (MDAU) mit Abschluss als Architekt-Assistent 1841. Ab 1842 lehrte er an der MDAU. Dazu unterrichtete er 1842–1848 Landarchitektur an der Moskauer Landwirtschaftsschule. 1843 wurde er Mitglied der MDAU-Konferenz.
Von 1848 bis 1867 arbeitete er als Architekt in der 3. Abteilung für Verkehr und öffentliche Gebäude des Bezirks IV. 1863 wurde er zum Kollegiensekretär ernannt (10. Rangklasse). Nach der Schließung der MDAU 1865 lehrte Sykow an der Moskauer Hochschule für Malerei, Bildhauerei und Architektur. Ab 1867 war er außerordentlicher Techniker der Bauabteilung der Moskauer Gouvernementsverwaltung (bis 1878). 1869 wurde er Beamter für besondere Aufträge des Moskauer Generalgouverneurs.
In den 1870er und 1880 Jahren war Sykow einer der gefragtesten Architekten Moskaus. Das 1867 gebaute Gratschow-Herrenhaus (Powarskaja Uliza 7) wurde später umgebaut. Die Spass-Kirche (1884–1885) an der Bolschaja Spasskaja Uliza wurde von seinem Sohn Pjotr Pawlowitsch Sykow fertiggestellt und ist nicht erhalten. Ebenso wurde die nicht erhaltene Kapelle an der Nikolskaja Uliza von seinem Sohn ausgeführt. Auch der geplante Umbau der Irina-Kirche an der Irinskaja Uliza erfolgte durch seinen Sohn (1888–1889), dem spätere Umbauten folgten. Sykows bekanntestes Bauwerk war der Glockenturm der Trifon-Kirche am Fluss Naprudnaja, der ebenfalls erst von seinem Sohn 1890–1895 gebaut wurde und nicht erhalten ist. Auch war er bekannt als Meister der Kirchenausstattung. Er führte mehr als 40 Ikonostase-Projekte durch.
Sykow hatte drei Söhne, den Architekten Pjotr, den Generalmajor Wiktor und den Zoologen Wladimir.

## Werke

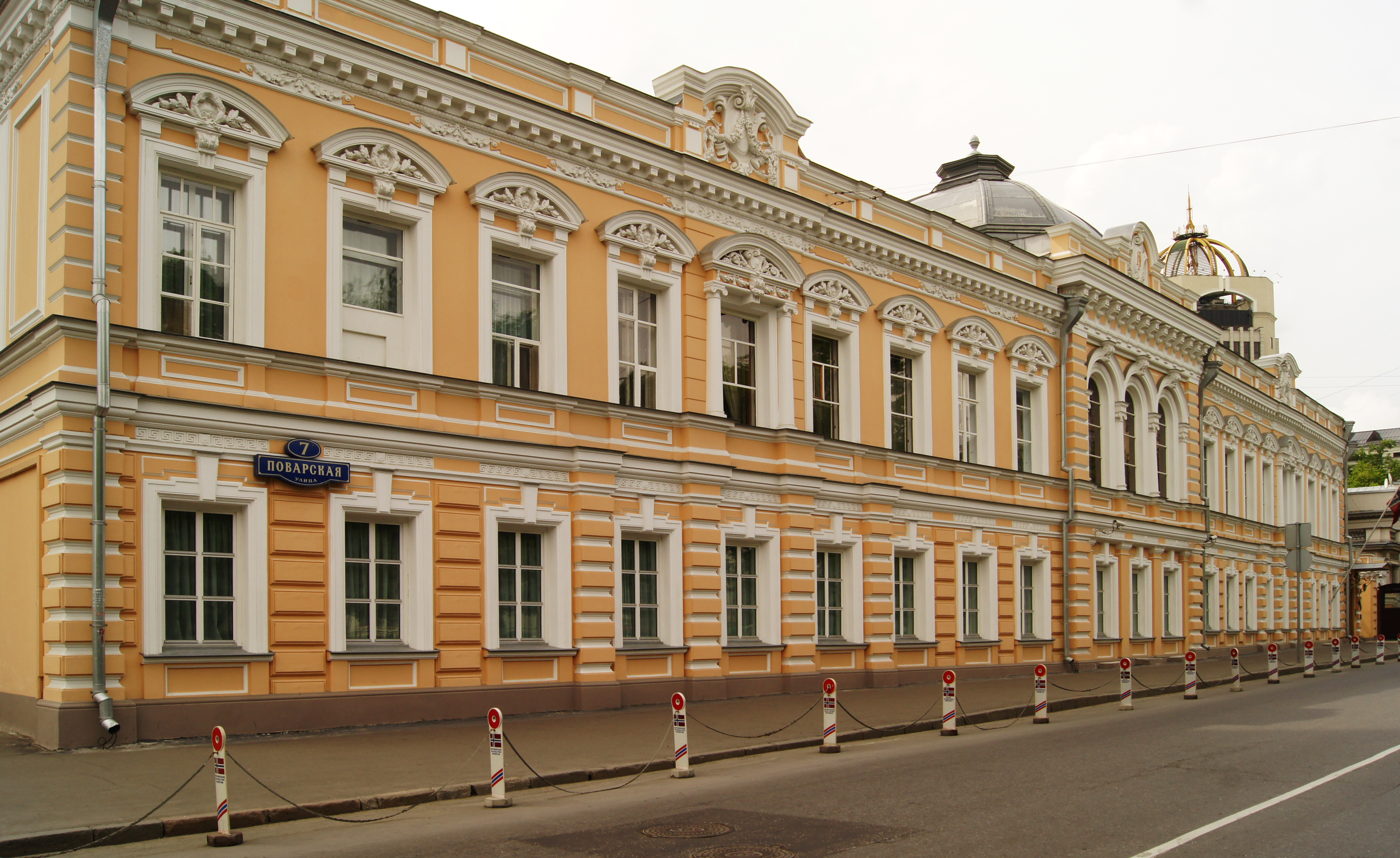
Gratschow-Herrenhaus, Powarskaja Uliza 7, Moskau
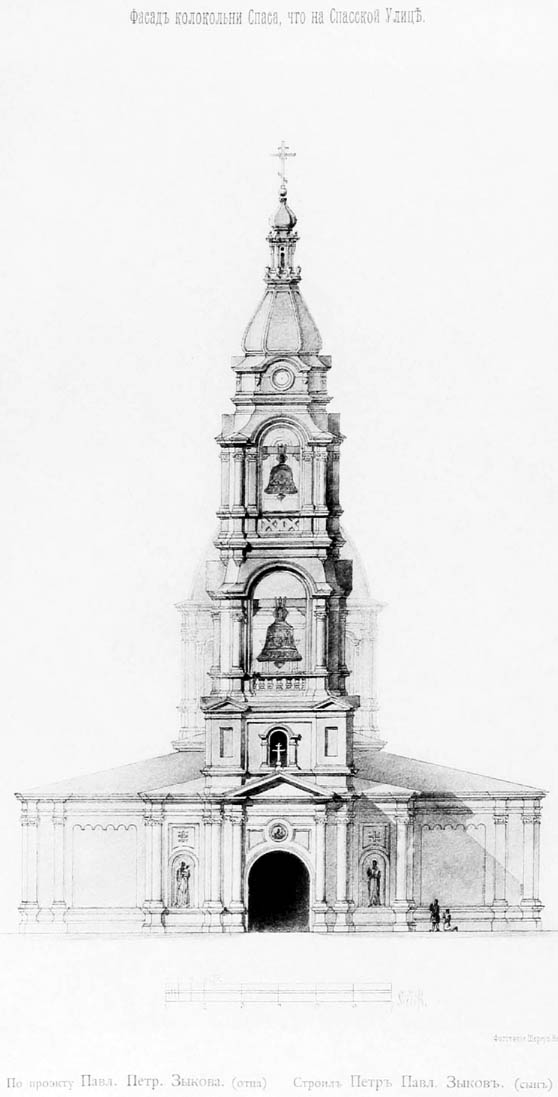
Spass-Kirche an der Bolschaja Spasskaja Uliza, Moskau
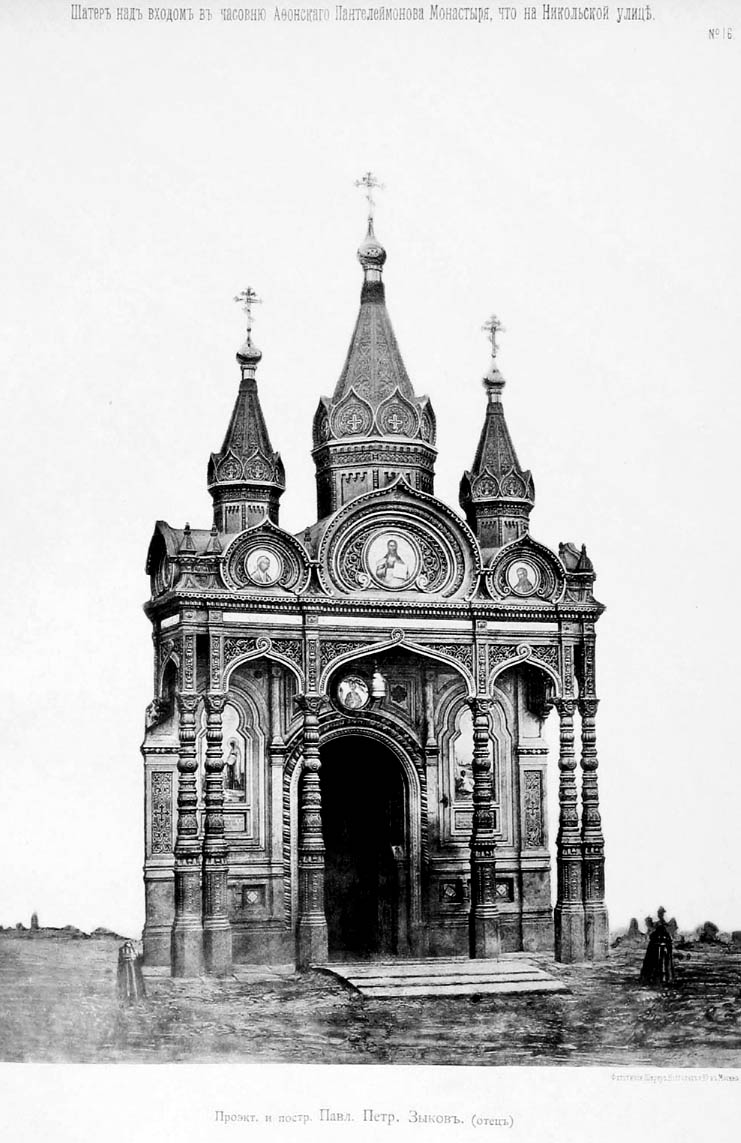
Kapelle an der Nikolskaja Uliza, Moskau
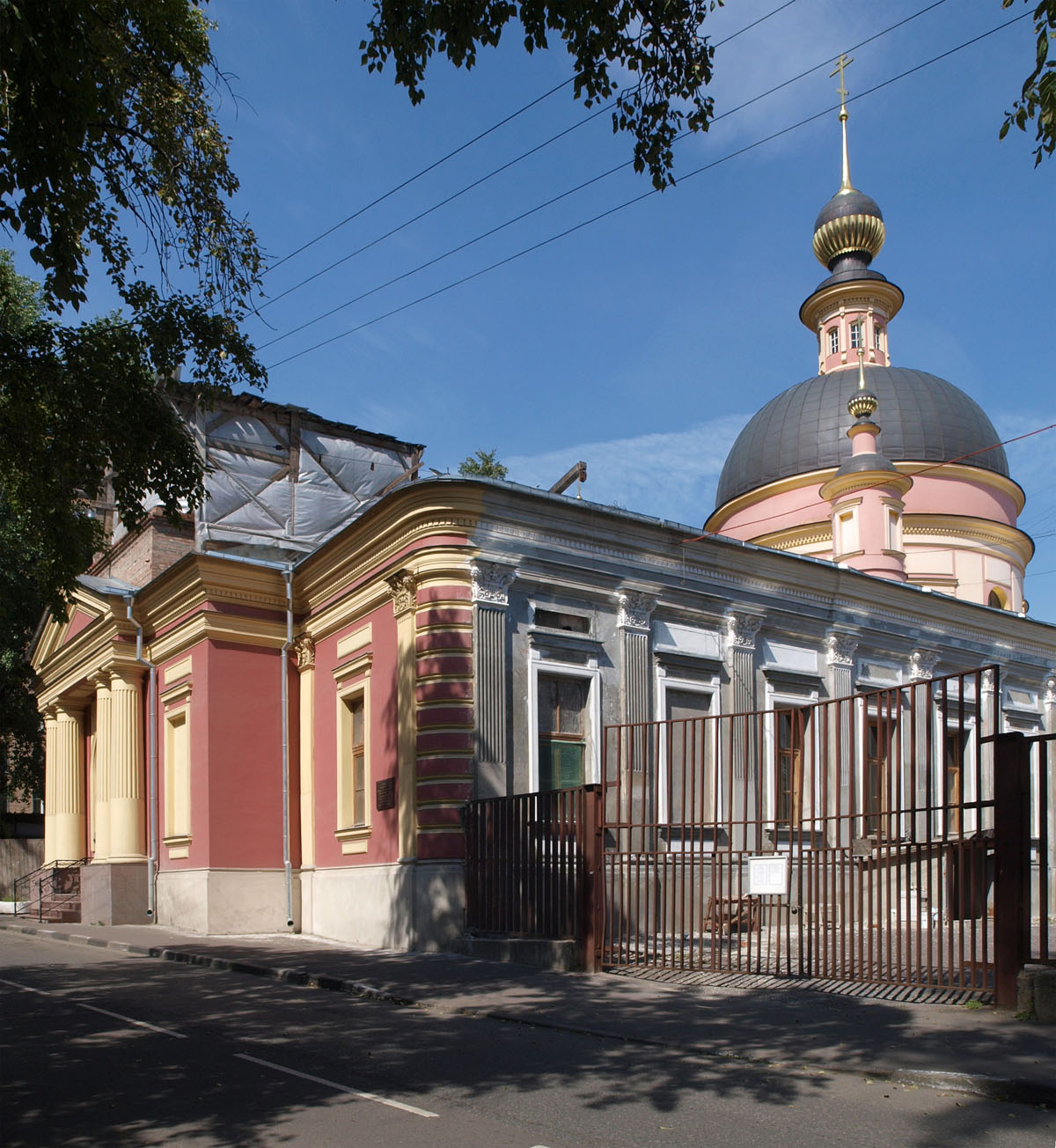
Irina-Kirche, Irinskaja Uliza, Moskau
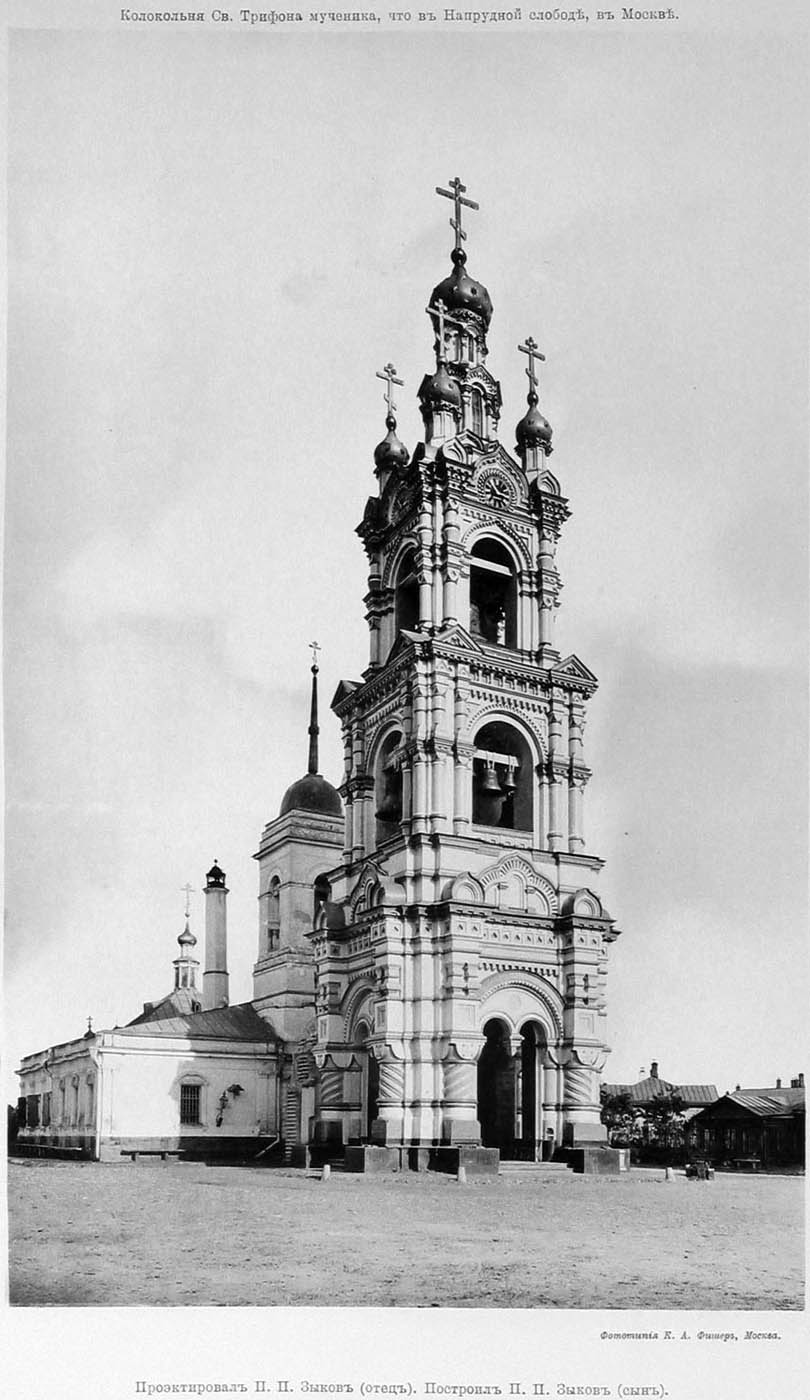
Glockenturm der Trifon-Kirche am Fluss Naprudnaja, Moskau